# Sakar (Baitadi)
Sakar (nep. सकार) – gaun wikas samiti w zachodniej części Nepalu w strefie Mahakali w dystrykcie Baitadi. Według nepalskiego spisu powszechnego z 2011 roku liczył on 589 gospodarstw domowych i 3277 mieszkańców (1799 kobiet i 1478 mężczyzn).